# 아쓰기 해군 비행장

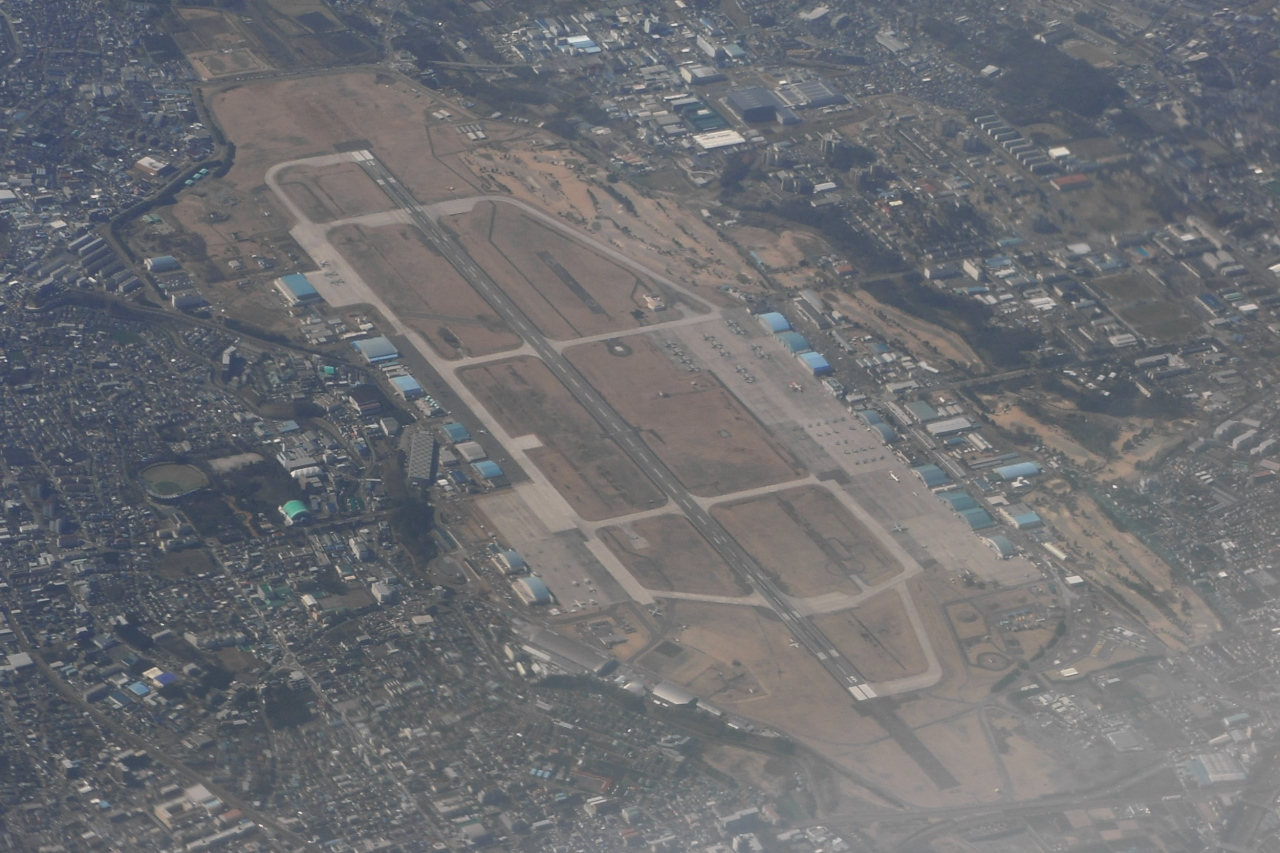

아쓰기 해군 비행장(일본어: 厚木海軍飛行場)은 일본 아쓰기시에 위치한 해상자위대 제4항공군의 기지이다. 미국 제7함대의 항공모함 함재기들도 사용했었다. 2017년 미국 함재기 57대와 1600명의 병력이 이와쿠니 해병대 항공기지로 이전했다.

## 역사
2013년 3월 29일, 아츠기 기지에 가와사키 P-1 2대가 초도 배치 되었다. 그러나 태평양 상공에서 비행 중 엔진의 문제가 생겨 다시 배치가 지연되었다. 결국 엔진 부분의 재설계 이후 본격적으로 배치가 진행되었다.
2013년 12월, 미국 해군은 P-8 포세이돈 해상초계기 4대를 주일미군 아쓰기(厚木)시 해군항공대 기지와 가데나 공군 기지에 배치해 주로 중국견제 전력으로 사용해 왔다.
2014년 10월 28일, 북한 잠수함 문제가 이슈화되어, 주일미군 P-8 포세이돈 해상초계기가 일본에서 이륙해 작전을 마치고 오산 공군기지에 착륙했다. 포세이돈의 한국 배치는 매우 이례적이다.
2016년 7월 4일, 일본 아쓰기 기지에서 '제4차 한·일 해상초계기 작전부대 간 교류행사'를 진행했다. 유성훈 6항공전단장을 비롯한 해상초계기 운용 관계관과 P-3 해상초계기 1대가 참여했다. 한국과 일본의 P-3 해상초계기 각 1대씩이 함께 아쓰기 비행장 주변을 2∼3시간 정도 친선비행했다. 4년만에 재개된 행사이다.
2017년 4월 18일, 마이크 펜스 미국 부통령이 부인 카렌 여사와 함께 일본 도쿄 서남부 아츠기 미 해군기지에 도착해 아베 신조 일본 총리와 악수를 나누었다. 2018년 한일 해상 군사 분쟁의 가와사키 P-1 초계기는 해상자위대 제4항공군 소속이다. 아츠기 비행장에서 이륙했다. 광개토대왕함은 아쓰기에서 700 km 정도 떨어져 있었다.

## 같이 보기
- 2018년 한일 해상 군사 분쟁